# Lopezja
Lopezja (Lopezia) – rodzaj roślin należący do rodziny wiesiołkowatych. Obejmuje około 20 gatunków występujących w wilgotnych miejscach skalistych i nad strumieniami w Ameryce Środkowej. Nazwa naukowa rodzaju upamiętnia hiszpańskiego botanika, badacza flory Ameryki Południowej – Tomasa Lopeza. Jeden zmienny gatunek – lopezja gronkowata Lopezia racemosa – jest uprawiany jako roślina ozdobna.

## Morfologia

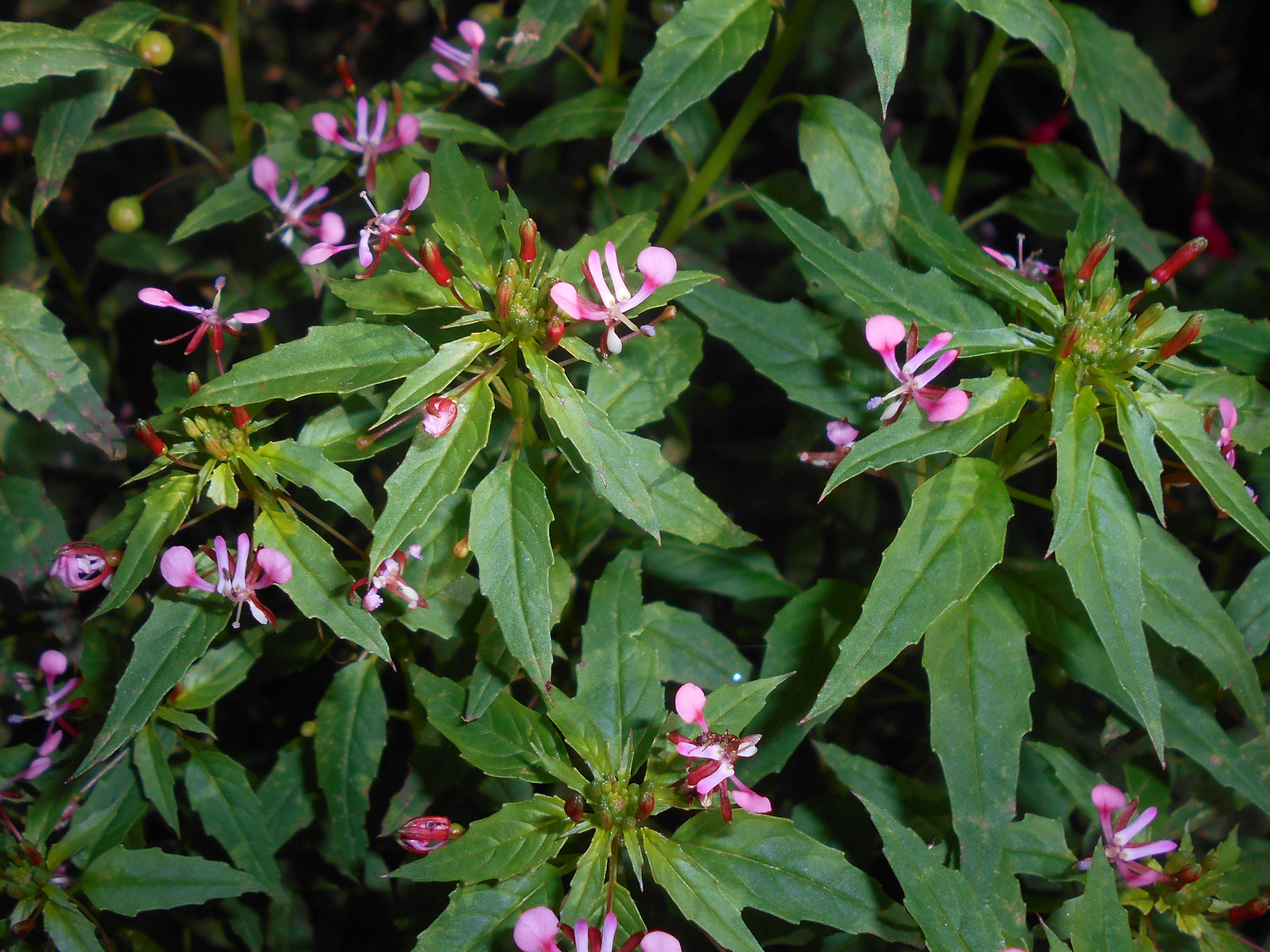
Lopezia coronata

PokrójByliny i rośliny jednoroczne osiągające do 60 cm wysokości. Niektóre gatunki drewniejące i rozkrzewiające się u nasady, niektóre z bulwami.
LiściePojedyncze, skrętoległe i naprzeciwlegle.
KwiatyZebrane w grono na szczycie pędu. Działki kielicha w liczbie 4, zrosłe są w rurkę. Płatki białe, czerwone i różowe, w liczbie 4, są często nierównej wielkości. U niektórych gatunków dwa górne płatki są zrośnięte. Pręciki są dwa, przy czym jeden jest płonny i podobny do płatka. Pylnik jest niebieski. Słupek pojedynczy, wydłużony, zakończony główkowatym znamieniem.
OwoceTorebki z kilkoma dużymi nasionami.

## Systematyka
Jeden z rodzajów z rodziny wiesiołkowatych (Onagraceae) z rzędu mirtowców.
Wykaz gatunków
- Lopezia clavata Brandegee
- Lopezia concinna P.H. Raven
- Lopezia conjugans Brandegee
- Lopezia cornuta S. Watson
- Lopezia coronata Andrews
- Lopezia gentryi (Munz) Plitmann, P.H. Raven & Breedlove
- Lopezia gracilis S. Watson
- Lopezia grandiflora Zucc.
- Lopezia hirsuta Jacq.
- Lopezia laciniata (Rose) M.E. Jones
- Lopezia langmaniae Miranda
- Lopezia lopezioides (Hook. & Arn.) Plitmann, P.H. Raven & Breedlove
- Lopezia miniata Lag. ex DC.
- Lopezia ovata (Plitmann, P.H. Raven & Breedlove) Plitmann, P.H. Raven & Breedlove
- Lopezia pubescens Kunth
- Lopezia racemosa Cav. – lopezja gronkowata[4]
- Lopezia semeiandra Plitmann, P.H. Raven & Breedlove
- Lopezia sinaloensis Munz
- Lopezia smithii Rose
- Lopezia trichota Schltdl.
- Lopezia violacea Rose